# Погребняк Родіон Гнатович
Родіон Гнатович Погребняк (? — ?) — радянський діяч, голова Південно-рудного тресту, член ВУЦВК. Кандидат у члени ЦК КП(б)У в червні 1930 — січні 1934 року.

## Біографія
Член РКП(б) з 1920 року.
Перебував на відповідальній профспілковій та господарській роботі.
На 1925—1926 роки — заступник голови Всеукраїнського комітету профспілки гірничих робітників.
На 1930 рік — голова Південно-рудного тресту Української СРР.
З 1935 року — начальник Жирновського рудоуправління Ростовської області. Під час німецько-радянської війни брав участь в евакуації людей і обладнання рудоуправління на Урал. У 1944 році, після повернення з евакуації, знову очолив Жирновське рудоуправління Ростовської області.
Подальша доля невідома.

## Нагороди
- орден Леніна
- орден Трудового Червоного Прапора